# Sine Ngayène
Sine Ngayène est une localité du Sine Saloum, située dans le centre du Sénégal, à une centaine de kilomètres de Kaolack. Elle accueille le plus grand site mégalithique de Sénégambie.

## Administration
Le village fait partie de la communauté rurale de Ngayène, dans le département de Nioro du Rip (région de Kaolack).

## Géographie
Le village est proche de la vallée du fleuve Gambie. Le paysage est celui de la savane arborée.

## Population
En 2003, le village comptait 1 137 personnes et 106 ménages.

## Site mégalithique
C'est Raymond Mauny qui avait mené les premières fouilles dans les années 1940, suivi par Guy Thilmans et Cyr Descamps au milieu des années 1970.
Désormais aménagé, clôturé et surveillé, l'ensemble compte 52 cercles mégalithiques, soit 1 102 pierres latéritiques et environ 160 monuments funéraires.
Déjà sur la liste des sites et monuments classés du Sénégal depuis les années 1980, les mégalithes de Sine Ngayène figurent sur celle du patrimoine mondial de l'UNESCO depuis 2006.